# Fiorde de Alta
Vista do Fiorde de Alta
O Fiorde de Alta ou Altafjord (em norueguês: Altafjorden; em lapão setentrional: Álttávuonna; em kven: Alattionvuono ) é um fiorde no município de Alta, condado de Finnmark, na Noruega Ártica. O Fiorde de 38 quilómetros de extensão, vai da cidade de Alta ao sul, até às ilhas de Stjernøya e Seiland no Mar do Norte.
O Altaelva (Rio Alta) percorre 200 quilómetros ao longo do Planalto de Finnmark no município de Kautokeino onde nasce, terminando no fiorde da cidade de Alta. Nas ilhas de Stjernøya e Seiland, o fiorde divide-se em dois estreitos antes de finalmente desaguar no Mar da Noruega. Alguns dos fiordes menores, adjacentes ao fiorde principal incluem Langfjorden, Kåfjorden e Korsfjorden.
Pelo menos até durante a maior parte do século XX, o fiorde continuou a ser denominado como Altenfjord pelos historiadores britânicos.

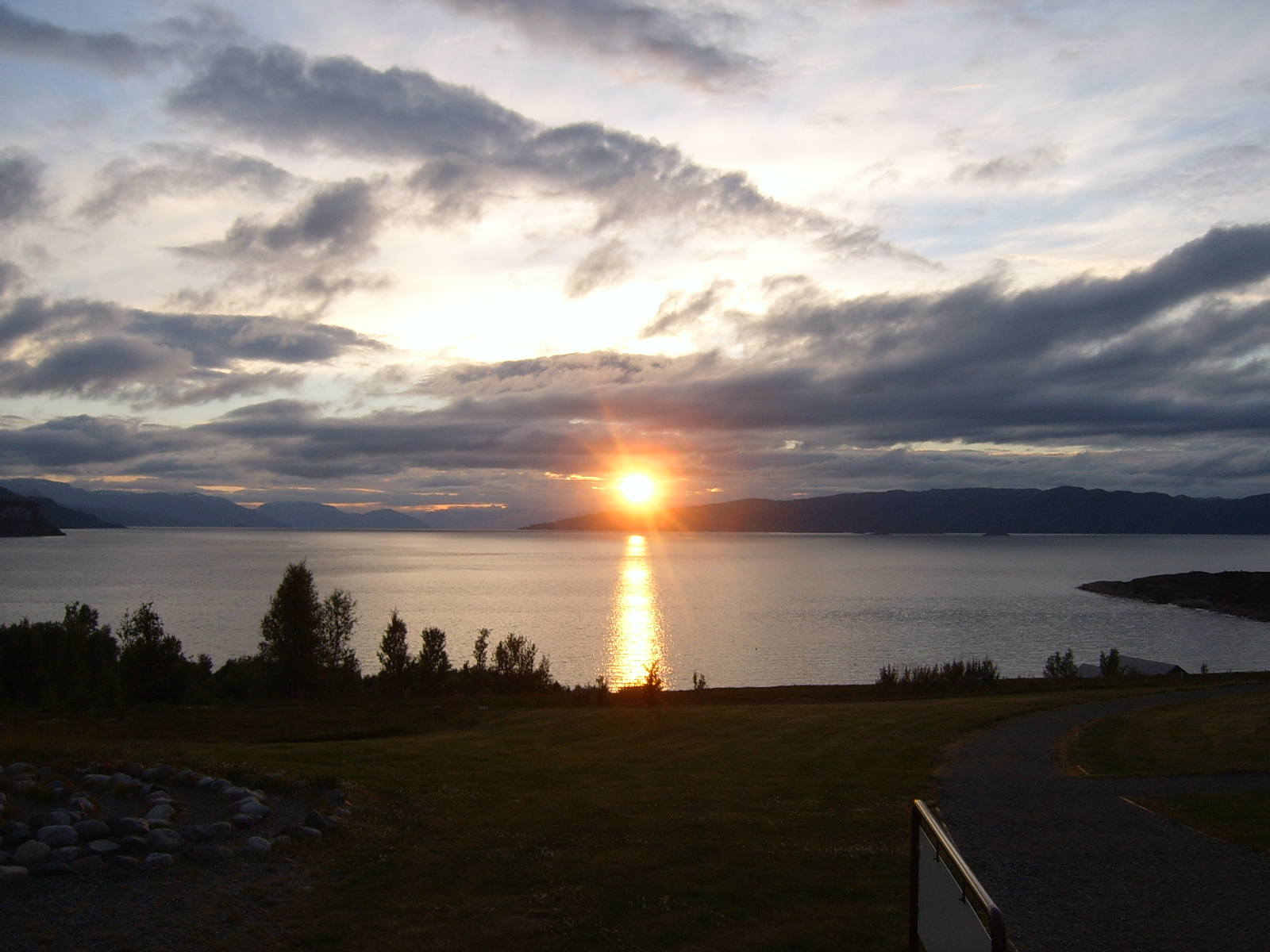
O Sol da meia-noite no Fiorde de Alta

## História

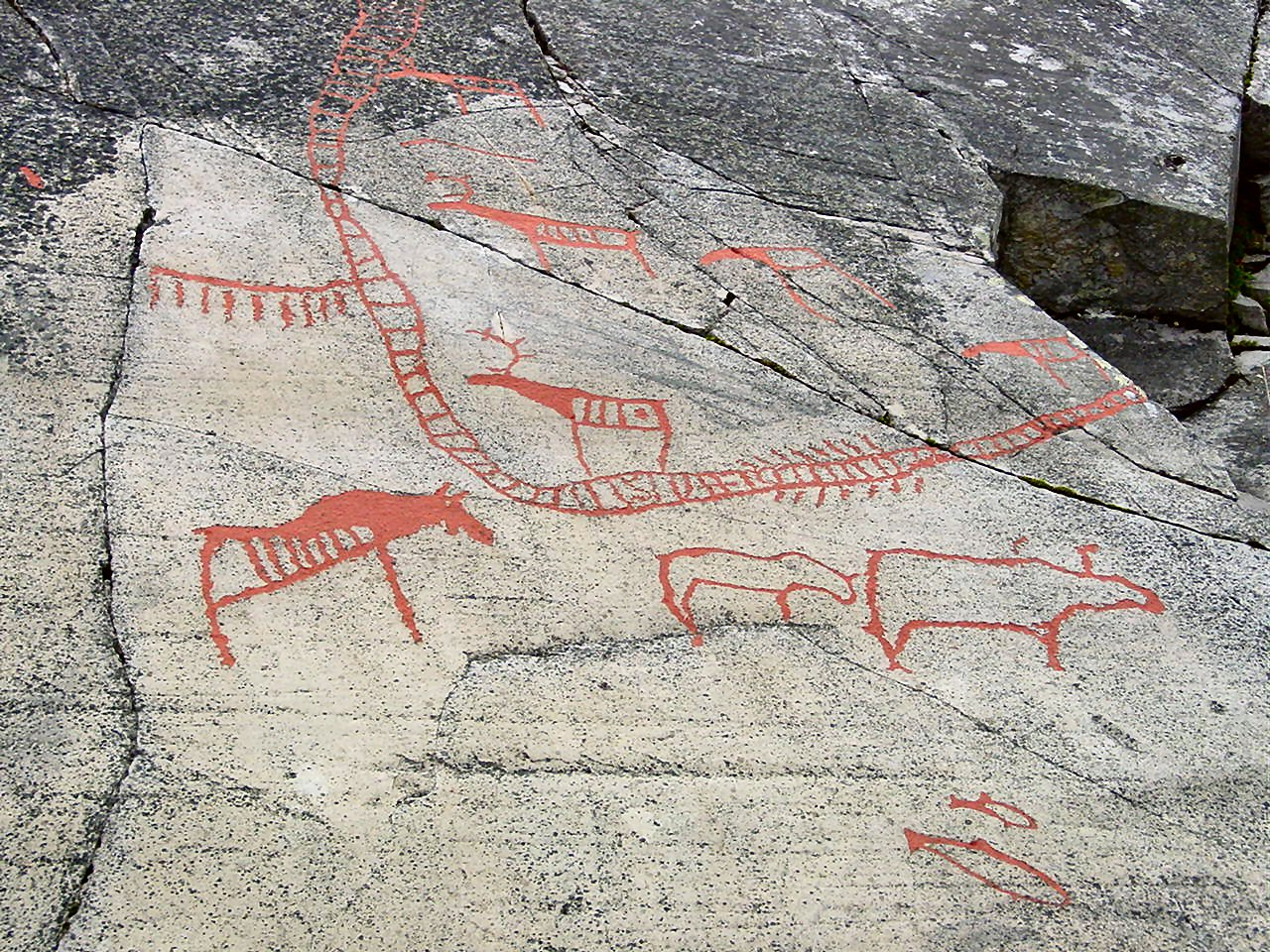
Petróglifos nos Sítios de Arte Rupestre de Alta

### Cultura pré-histórica
Um grande número de gravuras rupestres pré-históricas foram encontradas ao longo do fiorde, particularmente na baía de Jiepmaluokta.
Estes locais, hoje geridos e preservados pela associação dos Sítios de Arte Rupestre de Alta, dispersos entre Kåfjord, Jiepmaluokta e Amtmannsnes são classificados como Património Mundial da UNESCO. Os petróglifos estão datados de 5º milénio a.C.–4.200 a.C. a 1º milénio a.C.–500 a.C., com base em antigas linhas costeiras e povoações pré-históricas próximas. O complexo arqueológico contém milhares de gravuras e pinturas rupestres localizadas em 45 sítios, de cinco áreas diferentes, na fronte do Fiorde de Alta (Kåfjord, Hjemmeluft, Storsteinen, Amtmannsnes e Transfarelvdalen). De salientar que se encontra em Alta, mais arte rupestre criada por caçadores-recolectores em do que em qualquer outro local do Norte da Europa. Isto parece indicar que durante milhares de anos Alta foi um importante ponto de encontro a norte do Círculo Polar Ártico. O desenvolvimento das gravuras em Alta ao longo de milhares de anos pode ser relacionado com a transformação pós-glacial. As gravuras mais antigas encontram-se nos pontos mais altos do terreno. Em Alta, a mutação paisagística que ocorreu nos tempos pré-históricos é evidente, e a posição das gravuras abre uma porta para o estudo e compreensão da cronologia revelada pela arte rupestre desta região circumpolar.

### Segunda Guerra Mundial
Durante a Segunda Guerra Mundial, existiu uma base naval Alemã da Kriegsmarine ao longo do Fiorde de Kå, uma ramificação do fiorde principal de Alta. O navio de guerra alemão Tirpitz estava sediado na pequena povoação de Kåfjorden. Este navio bélico foi alvo de sucessivos ataques de submarinos britânicos da classe X em setembro de 1943 (Operação Source), em abril de 1944, de ataques aéreos (Operação Tungstênio), julho (Operação Mascote), agosto (Operação Goodwood (naval) e setembro (Operação Paravane) do mesmo ano, aos quais o Tirpitz sobreviveu e foi desviado para Tromsø, onde um último bombardeamento Americano em novembro (Operação Catecismo) finalmente destruiu e afundou o navio de guerra.